# Euphumosia lieftincki
Euphumosia lieftincki är en tvåvingeart som beskrevs av Paramonov 1961. Euphumosia lieftincki ingår i släktet Euphumosia och familjen spyflugor. Inga underarter finns listade i Catalogue of Life.